# 25 Monocerotis
25 Monocerotis è una stella gigante bianco-gialla di magnitudine 5,14 situata nella costellazione dell'Unicorno. Dista 202 anni luce dal sistema solare.

## Osservazione
Si tratta di una stella situata nell'emisfero celeste australe, ma molto in prossimità dell'equatore celeste; ciò comporta che possa essere osservata da tutte le regioni abitate della Terra senza alcuna difficoltà e che sia invisibile soltanto molto oltre il circolo polare artico. Nell'emisfero sud invece appare circumpolare solo nelle aree più interne del continente antartico. La sua magnitudine pari a 5,1 fa sì che possa essere scorta solo con un cielo sufficientemente libero dagli effetti dell'inquinamento luminoso.
Il periodo migliore per la sua osservazione nel cielo serale ricade nei mesi compresi fra dicembre e maggio; da entrambi gli emisferi il periodo di visibilità rimane indicativamente lo stesso, grazie alla posizione della stella non lontana dall'equatore celeste.

## Caratteristiche fisiche
La stella è una gigante bianco-gialla; possiede una magnitudine assoluta di 1,18 e la sua velocità radiale positiva indica che la stella si sta allontanando dal sistema solare.

## Sistema stellare
25 Monocerotis è un sistema multiplo formato da 3 componenti. La componente principale A è una stella di magnitudine 5,14. La componente B è di magnitudine 13,2, separata da 25,8 secondi d'arco da A e con angolo di posizione di 266 gradi. La componente C è di magnitudine 10,5, separata da 121,7 secondi d'arco da A e con angolo di posizione di 350 gradi.